# Uniwersytet w Bifröst
Uniwersytet w Bifröst (isl. Háskólinn á Bifröst) – prywatna szkoła wyższa w Islandii, położona w miejscowości Bifröst, w gminie Borgarbyggð, w zachodniej części wyspy.
Szkoła została założona w 1918 roku w Reykjavíku jako Samvinnuskólinn (The Cooperative College). W 1955 roku podjęto decyzję o przeniesieniu szkoły do obecnej lokalizacji na teren ówczesnej farmy. W ten sposób powstała uniwersytecka osada Bifröst. Uczelnia zmieniała nazwę na Cooperative University w 1988, na Bifröst School of Business w 2000, wreszcie na Bifröst University w 2006. Uczelnia posiada swój kampus, ale większość studentów uczy się na odległość.